# Packard 200
Packard 200 – samochód osobowy marki Packard produkowany w latach 1951–1952, od tzw. 24 do 25 serii aut tej marki. Był najtańszą wersją Packarda w tamtym okresie. Packard 200 plasował się poniżej modelu 300 i Patrician. Bliźniaczym modelem Packarda 200 był model 250 - kabriolet.
Łączna produkcja osiągnęła następujące liczby:
- 1951 - model 200 Standard: 24310 sztuk
- 1951 - model 200 DeLuxe: 47052 sztuk
- 1951 - model 250: 4640 sztuk
- 1952 - model 200 Standard: 39720 sztuk
- 1952 - model 200 DeLuxe: 7000 sztuk
- 1952 - model 250: 5201 sztuk

Występował w kilku odmianach nadwozia: Deluxe Touring Sedan, Deluxe Club Sedan, Touring Sedan, Club Sedan, Business Coupe.